# Cadel Evans Great Ocean Road Race 2024
La 8e édition de la Cadel Evans Great Ocean Road Race a lieu le 28 janvier 2024, sur un parcours de 176 kilomètres autour de Geelong, dans l'État du Victoria en Australie. Elle fait partie du calendrier UCI World Tour 2024 en catégorie 1.UWT et constitue sa deuxième épreuve, une semaine après la fin du Tour Down Under.
Les éditions 2021 et 2022 avaient été annulées en raison de la pandémie de Covid-19.

## Présentation

### Parcours
Partant de Geelong, la course rejoint puis longe l'océan indien et le détroit de Bass en traversant la ville de Torquay pour revenir dans la ville de départ où se situe le circuit local. La ligne d'arrivée est franchie une première fois après 108 km. Les coureurs parcourent alors quatre fois le circuit local long de 17 km et comprenant la côte de Challambra Crescent (1,3 km à une moyenne de 7,9 %) dont le dernier passage se situe à 9 kilomètres de l'arrivée.

### Équipes
13 équipes sont au départ de la course : 10 WorldTeams, 1 ProTeam et 2 équipes continentales. 
| WorldTeams (10)- Arkéa-B&B Hotels - Astana Qazaqstan Team - Cofidis - EF Education-EasyPost - Groupama-FDJ - Ineos Grenadiers - Intermarché-Wanty - Lidl-Trek - Team dsm-firmenich PostNL - Team Jayco AlUla ProTeam- Israel-Premier Tech Équipes continentales (2)- Ara-Skip Capital - Team BridgeLane |
| |

## Classements

### Classement de la course
| \| Classement général \| Classement général \| Classement général \| Classement général \| Classement général \| \| Coureur \| Coureur \| Pays \| Équipe \| Temps \| \| ------------------ \| ------------------ \| ------------------ \| ------------------------- \| ------------------ \| \| 1er \| Laurence Pithie \| Nouvelle-Zélande \| Groupama-FDJ \| 4 h 17 min 40 s \| \| 2e \| Natnael Tesfatsion \| Érythrée \| Lidl-Trek \| + 0 s \| \| 3e \| Georg Zimmermann \| Allemagne \| Intermarché-Wanty \| + 0 s \| \| 4e \| Corbin Strong \| Nouvelle-Zélande \| Israel-Premier Tech \| + 0 s \| \| 5e \| Jhonatan Narváez \| Équateur \| Ineos Grenadiers \| + 0 s \| \| 6e \| Axel Mariault \| France \| Cofidis \| + 0 s \| \| 7e \| Chris Hamilton \| Australie \| Team dsm-firmenich PostNL \| + 0 s \| \| 8e \| Christian Scaroni \| Italie \| Astana Qazaqstan Team \| + 0 s \| \| 9e \| Jonas Rutsch \| Allemagne \| EF Education-EasyPost \| + 0 s \| \| 10e \| Louis Barré \| France \| Arkéa-B&B Hotels \| + 0 s \| |                    |                  |                           |                 |
| |                    |                  |                           |                 |
| Source : ProCyclingStats |                    |                  |                           |                 |
| Classement général |                    |                  |                           |                 |
| Coureur | Coureur            | Pays             | Équipe                    | Temps           |
| 1er | Laurence Pithie    | Nouvelle-Zélande | Groupama-FDJ              | 4 h 17 min 40 s |
| 2e | Natnael Tesfatsion | Érythrée         | Lidl-Trek                 | + 0 s           |
| 3e | Georg Zimmermann   | Allemagne        | Intermarché-Wanty         | + 0 s           |
| 4e | Corbin Strong      | Nouvelle-Zélande | Israel-Premier Tech       | + 0 s           |
| 5e | Jhonatan Narváez   | Équateur         | Ineos Grenadiers          | + 0 s           |
| 6e | Axel Mariault      | France           | Cofidis                   | + 0 s           |
| 7e | Chris Hamilton     | Australie        | Team dsm-firmenich PostNL | + 0 s           |
| 8e | Christian Scaroni  | Italie           | Astana Qazaqstan Team     | + 0 s           |
| 9e | Jonas Rutsch       | Allemagne        | EF Education-EasyPost     | + 0 s           |
| 10e | Louis Barré        | France           | Arkéa-B&B Hotels          | + 0 s           |

### Classements UCI
La course attribue des points au Classement mondial UCI 2024 selon le barème suivant.
| Position           | 1er | 2e  | 3e  | 4e  | 5e  | 6e  | 7e | 8e | 9e | 10e | 11e | 12e | 13e | 14e | 15e à 20e | 21e à 30e | 31e à 50e | 51e à 55e | 56e à 60e |
| Classement général | 300 | 250 | 215 | 175 | 120 | 115 | 95 | 75 | 60 | 50  | 40  | 35  | 30  | 25  | 20        | 12        | 5         | 2         | 1         |

## Liste des participants
| Arkéa-B&B Hotels ARK | Arkéa-B&B Hotels ARK    | Arkéa-B&B Hotels ARK |
| -------------------- | ----------------------- | -------------------- |
| Num                  | Coureur                 | Pos                  |
| 1                    | Miles Scotson (AUS)     | 70e                  |
| 2                    | Louis Barré (FRA)       | 10e                  |
| 3                    | Anthony Delaplace (FRA) | 44e                  |
| 4                    | Laurens Huys (BEL)      | AB                   |
| 5                    | Kévin Ledanois (FRA)    | 72e                  |
| 6                    | Daniel McLay (GBR)      | AB                   |
| 7                    | Michel Ries (LUX)       | 63e                  |

| Astana Qazaqstan Team AST | Astana Qazaqstan Team AST | Astana Qazaqstan Team AST |
| ------------------------- | ------------------------- | ------------------------- |
| Num                       | Coureur                   | Pos                       |
| 11                        | Samuele Battistella (ITA) | 67e                       |
| 12                        | Gianmarco Garofoli (ITA)  | 71e                       |
| 13                        | Michele Gazzoli (ITA)     | 38e                       |
| 14                        | Dmitriy Gruzdev (KAZ)     | AB                        |
| 15                        | Max Kanter (GER)          | 23e                       |
| 17                        | Christian Scaroni (ITA)   | 8e                        |

| Cofidis COF | Cofidis COF           | Cofidis COF |
| ----------- | --------------------- | ----------- |
| Num         | Coureur               | Pos         |
| 21          | Piet Allegaert (BEL)  | 73e         |
| 22          | Rubén Fernández (ESP) | 13e         |
| 23          | Eddy Finé (FRA)       | NP          |
| 24          | Milan Fretin (BEL)    | 68e         |
| 25          | Simon Geschke (GER)   | AB          |
| 26          | Oliver Knight (GBR)   | 47e         |
| 27          | Axel Mariault (FRA)   | 6e          |

| EF Education-EasyPost EFE | EF Education-EasyPost EFE | EF Education-EasyPost EFE |
| ------------------------- | ------------------------- | ------------------------- |
| Num                       | Coureur                   | Pos                       |
| 31                        | Stefan de Bod (RSA)       | 55e                       |
| 32                        | Owain Doull (GBR)         | 25e                       |
| 33                        | Jack Rootkin-Gray (GBR)   | 27e                       |
| 34                        | Jonas Rutsch (GER)        | 9e                        |
| 35                        | Archie Ryan (IRL)         | 14e                       |
| 36                        | Harry Sweeny (AUS)        | 56e                       |
| 37                        | Jardi van der Lee (NED)   | 41e                       |

| Groupama-FDJ GFC | Groupama-FDJ GFC      | Groupama-FDJ GFC |
| ---------------- | --------------------- | ---------------- |
| Num              | Coureur               | Pos              |
| 41               | Clément Davy (FRA)    | 45e              |
| 42               | Fabian Lienhard (SUI) | 62e              |
| 43               | Enzo Paleni (FRA)     | 29e              |
| 44               | Laurence Pithie (NZL) | 1er              |
| 45               | Reuben Thompson (NZL) | 34e              |

| Ineos Grenadiers IGD | Ineos Grenadiers IGD   | Ineos Grenadiers IGD |
| -------------------- | ---------------------- | -------------------- |
| Num                  | Coureur                | Pos                  |
| 51                   | Laurens De Plus (BEL)  | 18e                  |
| 52                   | Filippo Ganna (ITA)    | 36e                  |
| 53                   | Leo Hayter (GBR)       | 79e                  |
| 54                   | Jhonatan Narváez (ECU) | 5e                   |
| 55                   | Ben Swift (GBR)        | 78e                  |
| 56                   | Joshua Tarling (GBR)   | 58e                  |
| 57                   | Elia Viviani (ITA)     | 21e                  |

| Intermarché-Wanty IWA | Intermarché-Wanty IWA  | Intermarché-Wanty IWA |
| --------------------- | ---------------------- | --------------------- |
| Num                   | Coureur                | Pos                   |
| 61                    | Lilian Calmejane (FRA) | 30e                   |
| 62                    | Biniam Girmay (ERI)    | 22e                   |
| 63                    | Madis Mihkels (EST)    | 26e                   |
| 64                    | Tom Paquot (BEL)       | 48e                   |
| 65                    | Simone Petilli (ITA)   | 53e                   |
| 66                    | Dion Smith (NZL)       | 37e                   |
| 67                    | Georg Zimmermann (GER) | 3e                    |

| Lidl-Trek LTK | Lidl-Trek LTK               | Lidl-Trek LTK |
| ------------- | --------------------------- | ------------- |
| Num           | Coureur                     | Pos           |
| 71            | Dario Cataldo (ITA)         | AB            |
| 72            | Juan Pedro López (ESP)      | 31e           |
| 73            | Bauke Mollema (NED)         | 11e           |
| 74            | Jacopo Mosca (ITA)          | 75e           |
| 75            | Quinn Simmons (USA) (route) | 15e           |
| 76            | Natnael Tesfatsion (ERI)    | 2e            |
| 77            | Mathias Vacek (CZE) (route) | 42e           |

| Team dsm-firmenich PostNL DFP | Team dsm-firmenich PostNL DFP | Team dsm-firmenich PostNL DFP |
| ----------------------------- | ----------------------------- | ----------------------------- |
| Num                           | Coureur                       | Pos                           |
| 81                            | Patrick Bevin (NZL)           | 65e                           |
| 82                            | Pavel Bittner (CZE)           | 24e                           |
| 83                            | Patrick Eddy (AUS)            | 69e                           |
| 84                            | Sean Flynn (GBR)              | 46e                           |
| 85                            | Chris Hamilton (AUS)          | 7e                            |
| 86                            | Emīls Liepiņš (LAT) (route)   | 60e                           |
| 87                            | Oscar Onley (GBR)             | AB                            |

| Team Jayco AlUla JAY | Team Jayco AlUla JAY     | Team Jayco AlUla JAY |
| -------------------- | ------------------------ | -------------------- |
| Num                  | Coureur                  | Pos                  |
| 91                   | Caleb Ewan (AUS)         | 33e                  |
| 92                   | Kelland O'Brien (AUS)    | 12e                  |
| 93                   | Chris Harper (AUS)       | 39e                  |
| 94                   | Rudy Porter (AUS)        | 35e                  |
| 95                   | Blake Quick (AUS)        | 64e                  |
| 96                   | Luke Plapp (AUS) (route) | 16e                  |
| 97                   | Campbell Stewart (NZL)   | 40e                  |

| Israel-Premier Tech IPT | Israel-Premier Tech IPT | Israel-Premier Tech IPT |
| ----------------------- | ----------------------- | ----------------------- |
| Num                     | Coureur                 | Pos                     |
| 101                     | George Bennett (NZL)    | 57e                     |
| 102                     | Guillaume Boivin (CAN)  | 61e                     |
| 103                     | Simon Clarke (AUS)      | 20e                     |
| 104                     | Derek Gee (CAN)         | 54e                     |
| 105                     | Nick Schultz (AUS)      | 19e                     |
| 106                     | Corbin Strong (NZL)     | 4e                      |
| 107                     | Stephen Williams (GBR)  | 17e                     |

| ARA-Skip Capital ARA | ARA-Skip Capital ARA       | ARA-Skip Capital ARA |
| -------------------- | -------------------------- | -------------------- |
| Num                  | Coureur                    | Pos                  |
| 111                  | Dylan Proctor-Parker (AUS) | AB                   |
| 112                  | Tyler Tomkinson (AUS)      | 74e                  |

| Sans équipe ___ | Sans équipe ___     | Sans équipe ___ |
| --------------- | ------------------- | --------------- |
| Num             | Coureur             | Pos             |
| 113             | William Eaves (AUS) | 43e             |

| ARA-Skip Capital ARA | ARA-Skip Capital ARA | ARA-Skip Capital ARA |
| -------------------- | -------------------- | -------------------- |
| Num                  | Coureur              | Pos                  |
| 114                  | Declan Trezise (AUS) | 76e                  |
| 115                  | Joshua Cranage (AUS) | AB                   |
| 116                  | Nate Hadden (AUS)    | 77e                  |
| 117                  | Cohen Jessen (AUS)   | 49e                  |

| Team BridgeLane BLN | Team BridgeLane BLN     | Team BridgeLane BLN |
| ------------------- | ----------------------- | ------------------- |
| Num                 | Coureur                 | Pos                 |
| 121                 | Tristan Saunders (AUS)  | 52e                 |
| 122                 | Elliot Schultz (AUS)    | 32e                 |
| 123                 | Zac Marriage (AUS)      | 51e                 |
| 124                 | Jackson Medway (AUS)    | 50e                 |
| 125                 | Matthew Greenwood (AUS) | 59e                 |
| 126                 | Samuel Jenner (AUS)     | 66e                 |
| 127                 | Luke Burns (AUS)        | 28e                 |

| Arkéa-B&B Hotels ARK | Arkéa-B&B Hotels ARK    | Arkéa-B&B Hotels ARK |
| -------------------- | ----------------------- | -------------------- |
| Num                  | Coureur                 | Pos                  |
| 1                    | Miles Scotson (AUS)     | 70e                  |
| 2                    | Louis Barré (FRA)       | 10e                  |
| 3                    | Anthony Delaplace (FRA) | 44e                  |
| 4                    | Laurens Huys (BEL)      | AB                   |
| 5                    | Kévin Ledanois (FRA)    | 72e                  |
| 6                    | Daniel McLay (GBR)      | AB                   |
| 7                    | Michel Ries (LUX)       | 63e                  |

| Astana Qazaqstan Team AST | Astana Qazaqstan Team AST | Astana Qazaqstan Team AST |
| ------------------------- | ------------------------- | ------------------------- |
| Num                       | Coureur                   | Pos                       |
| 11                        | Samuele Battistella (ITA) | 67e                       |
| 12                        | Gianmarco Garofoli (ITA)  | 71e                       |
| 13                        | Michele Gazzoli (ITA)     | 38e                       |
| 14                        | Dmitriy Gruzdev (KAZ)     | AB                        |
| 15                        | Max Kanter (GER)          | 23e                       |
| 17                        | Christian Scaroni (ITA)   | 8e                        |

| Cofidis COF | Cofidis COF           | Cofidis COF |
| ----------- | --------------------- | ----------- |
| Num         | Coureur               | Pos         |
| 21          | Piet Allegaert (BEL)  | 73e         |
| 22          | Rubén Fernández (ESP) | 13e         |
| 23          | Eddy Finé (FRA)       | NP          |
| 24          | Milan Fretin (BEL)    | 68e         |
| 25          | Simon Geschke (GER)   | AB          |
| 26          | Oliver Knight (GBR)   | 47e         |
| 27          | Axel Mariault (FRA)   | 6e          |

| EF Education-EasyPost EFE | EF Education-EasyPost EFE | EF Education-EasyPost EFE |
| ------------------------- | ------------------------- | ------------------------- |
| Num                       | Coureur                   | Pos                       |
| 31                        | Stefan de Bod (RSA)       | 55e                       |
| 32                        | Owain Doull (GBR)         | 25e                       |
| 33                        | Jack Rootkin-Gray (GBR)   | 27e                       |
| 34                        | Jonas Rutsch (GER)        | 9e                        |
| 35                        | Archie Ryan (IRL)         | 14e                       |
| 36                        | Harry Sweeny (AUS)        | 56e                       |
| 37                        | Jardi van der Lee (NED)   | 41e                       |

| Groupama-FDJ GFC | Groupama-FDJ GFC      | Groupama-FDJ GFC |
| ---------------- | --------------------- | ---------------- |
| Num              | Coureur               | Pos              |
| 41               | Clément Davy (FRA)    | 45e              |
| 42               | Fabian Lienhard (SUI) | 62e              |
| 43               | Enzo Paleni (FRA)     | 29e              |
| 44               | Laurence Pithie (NZL) | 1er              |
| 45               | Reuben Thompson (NZL) | 34e              |

| Ineos Grenadiers IGD | Ineos Grenadiers IGD   | Ineos Grenadiers IGD |
| -------------------- | ---------------------- | -------------------- |
| Num                  | Coureur                | Pos                  |
| 51                   | Laurens De Plus (BEL)  | 18e                  |
| 52                   | Filippo Ganna (ITA)    | 36e                  |
| 53                   | Leo Hayter (GBR)       | 79e                  |
| 54                   | Jhonatan Narváez (ECU) | 5e                   |
| 55                   | Ben Swift (GBR)        | 78e                  |
| 56                   | Joshua Tarling (GBR)   | 58e                  |
| 57                   | Elia Viviani (ITA)     | 21e                  |

| Intermarché-Wanty IWA | Intermarché-Wanty IWA  | Intermarché-Wanty IWA |
| --------------------- | ---------------------- | --------------------- |
| Num                   | Coureur                | Pos                   |
| 61                    | Lilian Calmejane (FRA) | 30e                   |
| 62                    | Biniam Girmay (ERI)    | 22e                   |
| 63                    | Madis Mihkels (EST)    | 26e                   |
| 64                    | Tom Paquot (BEL)       | 48e                   |
| 65                    | Simone Petilli (ITA)   | 53e                   |
| 66                    | Dion Smith (NZL)       | 37e                   |
| 67                    | Georg Zimmermann (GER) | 3e                    |

| Lidl-Trek LTK | Lidl-Trek LTK               | Lidl-Trek LTK |
| ------------- | --------------------------- | ------------- |
| Num           | Coureur                     | Pos           |
| 71            | Dario Cataldo (ITA)         | AB            |
| 72            | Juan Pedro López (ESP)      | 31e           |
| 73            | Bauke Mollema (NED)         | 11e           |
| 74            | Jacopo Mosca (ITA)          | 75e           |
| 75            | Quinn Simmons (USA) (route) | 15e           |
| 76            | Natnael Tesfatsion (ERI)    | 2e            |
| 77            | Mathias Vacek (CZE) (route) | 42e           |

| Team dsm-firmenich PostNL DFP | Team dsm-firmenich PostNL DFP | Team dsm-firmenich PostNL DFP |
| ----------------------------- | ----------------------------- | ----------------------------- |
| Num                           | Coureur                       | Pos                           |
| 81                            | Patrick Bevin (NZL)           | 65e                           |
| 82                            | Pavel Bittner (CZE)           | 24e                           |
| 83                            | Patrick Eddy (AUS)            | 69e                           |
| 84                            | Sean Flynn (GBR)              | 46e                           |
| 85                            | Chris Hamilton (AUS)          | 7e                            |
| 86                            | Emīls Liepiņš (LAT) (route)   | 60e                           |
| 87                            | Oscar Onley (GBR)             | AB                            |

| Team Jayco AlUla JAY | Team Jayco AlUla JAY     | Team Jayco AlUla JAY |
| -------------------- | ------------------------ | -------------------- |
| Num                  | Coureur                  | Pos                  |
| 91                   | Caleb Ewan (AUS)         | 33e                  |
| 92                   | Kelland O'Brien (AUS)    | 12e                  |
| 93                   | Chris Harper (AUS)       | 39e                  |
| 94                   | Rudy Porter (AUS)        | 35e                  |
| 95                   | Blake Quick (AUS)        | 64e                  |
| 96                   | Luke Plapp (AUS) (route) | 16e                  |
| 97                   | Campbell Stewart (NZL)   | 40e                  |

| Israel-Premier Tech IPT | Israel-Premier Tech IPT | Israel-Premier Tech IPT |
| ----------------------- | ----------------------- | ----------------------- |
| Num                     | Coureur                 | Pos                     |
| 101                     | George Bennett (NZL)    | 57e                     |
| 102                     | Guillaume Boivin (CAN)  | 61e                     |
| 103                     | Simon Clarke (AUS)      | 20e                     |
| 104                     | Derek Gee (CAN)         | 54e                     |
| 105                     | Nick Schultz (AUS)      | 19e                     |
| 106                     | Corbin Strong (NZL)     | 4e                      |
| 107                     | Stephen Williams (GBR)  | 17e                     |

| ARA-Skip Capital ARA | ARA-Skip Capital ARA       | ARA-Skip Capital ARA |
| -------------------- | -------------------------- | -------------------- |
| Num                  | Coureur                    | Pos                  |
| 111                  | Dylan Proctor-Parker (AUS) | AB                   |
| 112                  | Tyler Tomkinson (AUS)      | 74e                  |

| Sans équipe ___ | Sans équipe ___     | Sans équipe ___ |
| --------------- | ------------------- | --------------- |
| Num             | Coureur             | Pos             |
| 113             | William Eaves (AUS) | 43e             |

| ARA-Skip Capital ARA | ARA-Skip Capital ARA | ARA-Skip Capital ARA |
| -------------------- | -------------------- | -------------------- |
| Num                  | Coureur              | Pos                  |
| 114                  | Declan Trezise (AUS) | 76e                  |
| 115                  | Joshua Cranage (AUS) | AB                   |
| 116                  | Nate Hadden (AUS)    | 77e                  |
| 117                  | Cohen Jessen (AUS)   | 49e                  |

| Team BridgeLane BLN | Team BridgeLane BLN     | Team BridgeLane BLN |
| ------------------- | ----------------------- | ------------------- |
| Num                 | Coureur                 | Pos                 |
| 121                 | Tristan Saunders (AUS)  | 52e                 |
| 122                 | Elliot Schultz (AUS)    | 32e                 |
| 123                 | Zac Marriage (AUS)      | 51e                 |
| 124                 | Jackson Medway (AUS)    | 50e                 |
| 125                 | Matthew Greenwood (AUS) | 59e                 |
| 126                 | Samuel Jenner (AUS)     | 66e                 |
| 127                 | Luke Burns (AUS)        | 28e                 |